# Isla de los Leones
No confundir con Isla Leones

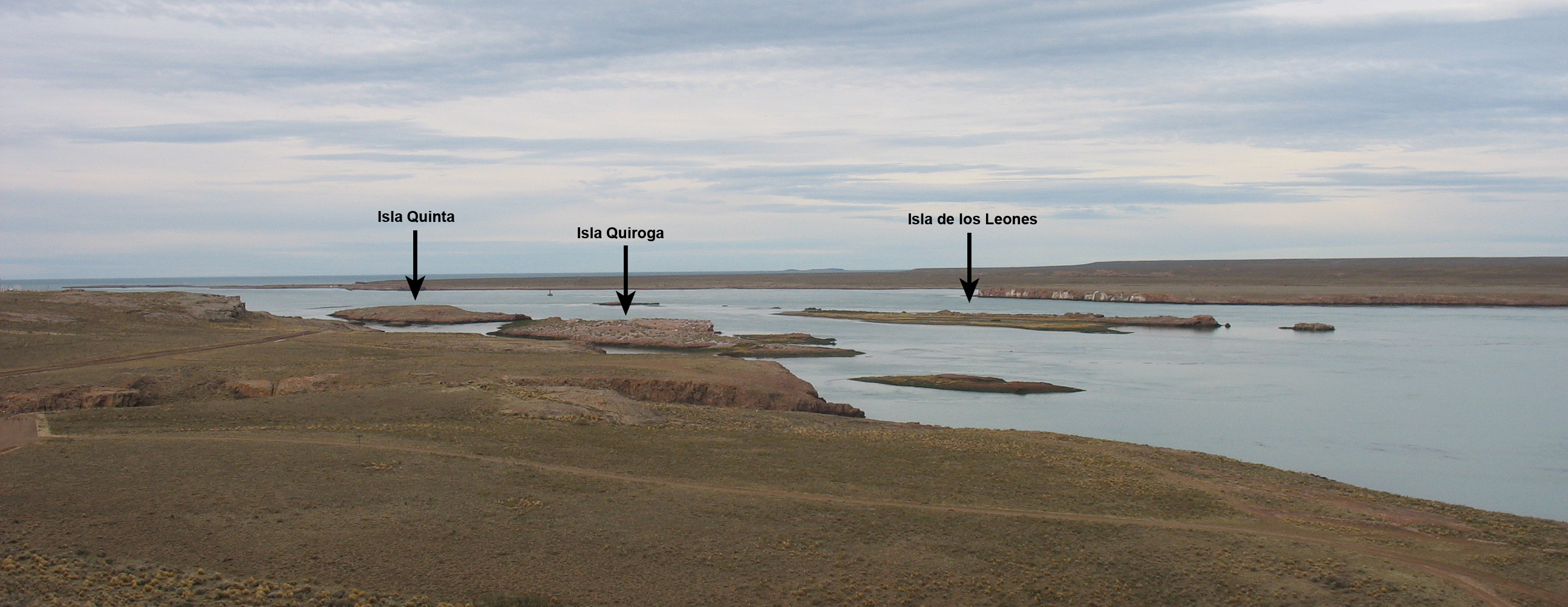
Islas Quinta, Quiroga y de los Leones, vista hacia el sur desde la margen norte de la ría Deseado. Al fondo y por detrás, se observa la margen sur de la ría y la barranca de los cormoranes de la isla Elena.

La isla de los Leones o isla Larga es una isla marítima ubicada dentro de la ría Deseado, en el Departamento Deseado, de la provincia de Santa Cruz, Patagonia Argentina. Se halla en la margen norte de la ría separada de la costa continental 500 metros, por un estrecho canal y la isla Quiroga. Se encuentra a 3 kilómetros en línea recta de la ciudad de Puerto Deseado, y está separada de la isla Quiroga por un canal de 300 metros hacia el norte, y hacia el sur de la isla Elena por otro canal de 500 metros de ancho. 
Se trata en realidad de un islote alargado en sentido este-oeste de casi 400 metros de longitud, cuya ancho no supera los 40 metros y que, con la marea alta, queda subdividido en tres islotes. Una de las porciones se caracteriza por su alta densidad de arbustos de Suaeda divaricata. En esta última se ha registrado una colonia de pingüino de Magallanes (Spheniscus magellanicus), de los cuales se han contabilizado a mediados de la década de 1990 50 parejas reproductivas. En el resto de la isla predomina la roca, la que es utilizada por gaviotas australes (Larus scoresbii) y cocineras (Larus dominicanus), el gaviotín sudamericano (Sterna hirundinacea) y por ostreros negros (Haematopus ater). El nombre de esta isla se debe a la antigua colonia de leones marinos (Otaria flavescens). 

## Área Protegida
En el año 1991, mediante la Resolución Provincial 720/91, se creó el Área de Uso Limitado Bajo Protección Especial Isla Leones, con el objeto de preservar la zona de nidificación de patos vapores (Tachyeres patachonicus) y cormoranes reales (Phalacrocorax albiventer) y de cría de toninas overas (Cephalorhynchus commersonii) y de los lobos marinos de un pelo cuya presencia le dio su nombre a la isla.
El área protegida cubre unas 115 ha. de la ecorregión mar argentino y su categoría de manejo no había sido definida hacia finales del 2015.